# 張亞菲
張亞菲（1970年9月15日—），中國女子射擊運動員，河北邯鄲人。

## 生涯
張亞菲是於1987年展開射擊運動生涯，當年的9月，她進入河北省體育學校參與飛碟射擊訓練，邢少峰為她的教練。3年後，她被刑提拔為河北射擊隊成員。1995年，她入選國家隊，教練孫盛偉。
在國家隊的首兩年，張亞菲兩度奪得全國錦標賽中的女子個人多向飛碟冠軍。1998年的曼谷亞運，她與隊友以293中的成績贏得女子團體多向飛碟小項的金牌。然而，她在兩個月前曾在成都的分站全國射擊系統賽排名第三。次年的全國射擊系統賽第一站，她以105中在上海取得女子個人多向飛碟小項的亞軍。同年7月，她又在芬蘭的世界錦標賽摘下女子團體多向飛碟小項錦標。隨此以外，她在日本的世界杯更曾以113中平世界紀錄。
千禧年，張亞菲於澳洲悉尼站世界杯中奪得冠軍。隨後9月的悉尼奧運，張並沒有得到獎牌。之後的1個月，她於歐洲島國塞浦路斯世界杯總決賽以決賽成績150中刷出了女子個人多向飛碟小項贏得冠軍。翌年，她在埃及開羅和李清念、丁紅萍以328中的新全國紀錄奪得女子團體多向飛碟小項金牌，在個人小項方面，張壓過中華台北對手，再奪得一面金牌。20天後，她返回陝西，並以153中的決賽成績贏得女子個人多向飛碟小項的第一，同時，她創出了新的全國紀錄。
2002年，張亞菲於上海站世界杯取得一個亞軍。同年12月又與王靜琳、丁紅萍以325中掄下釜山亞運的女子團體多向飛碟小項金牌。而在7月時，她們又曾取得女子團體多向飛碟小項的銀牌。
2005年，張亞菲以120中的成績為河北隊奪得十運會中的首面射擊金牌。次年的多哈亞運，她奪得了女子團體多向飛碟小項的金牌。